# Ahja
Ahja (tyska: Aya) är en småköping (estniska: alevik) i Ahja kommun i landskapet Põlvamaa i sydöstra Estland. Orten ligger vid Riksväg 45, väster om vattendraget Ahja jõgi.
I kyrkligt hänseende hör orten till Võnnu församling inom den Estniska evangelisk-lutherska kyrkan.

## Galleri

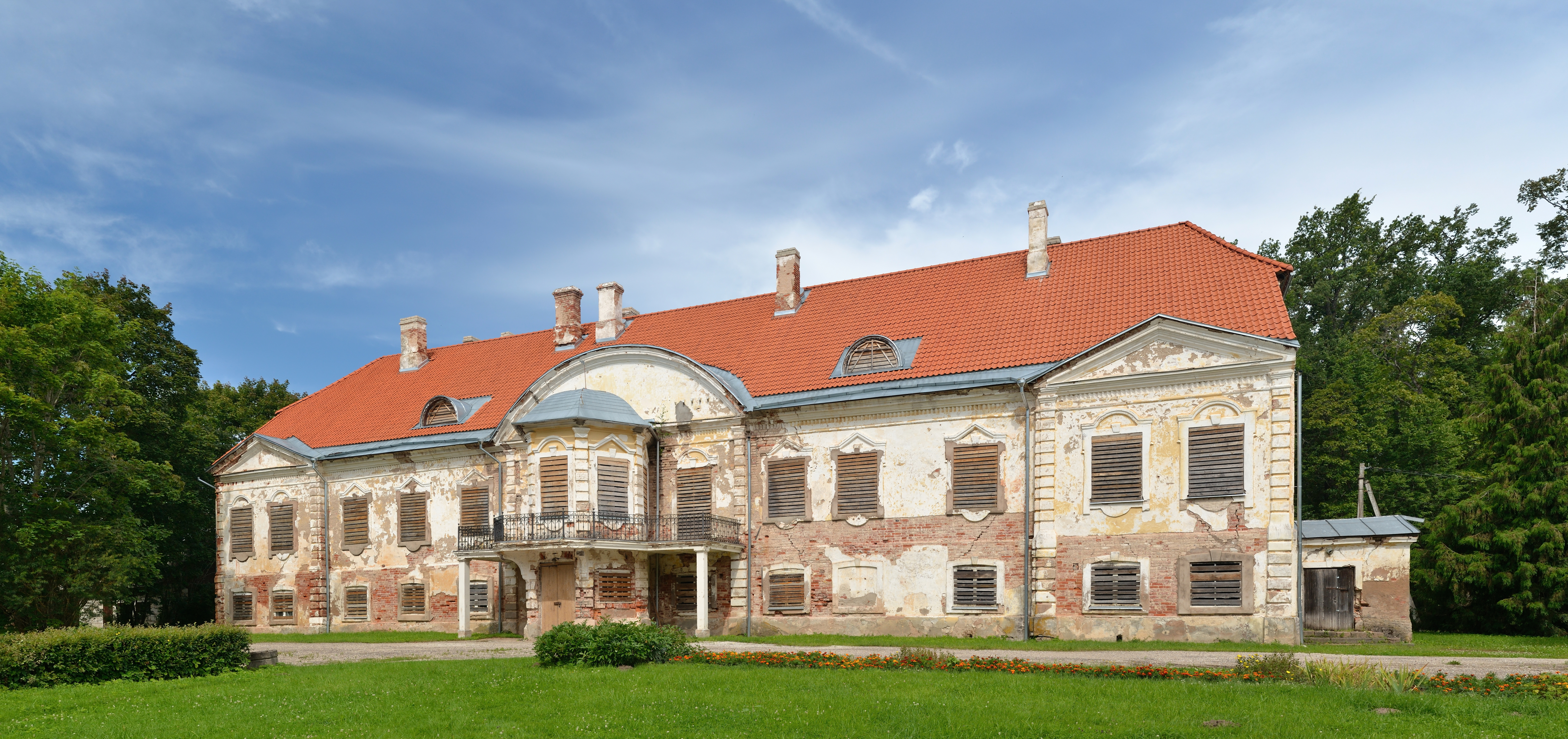
Ahja herrgård.
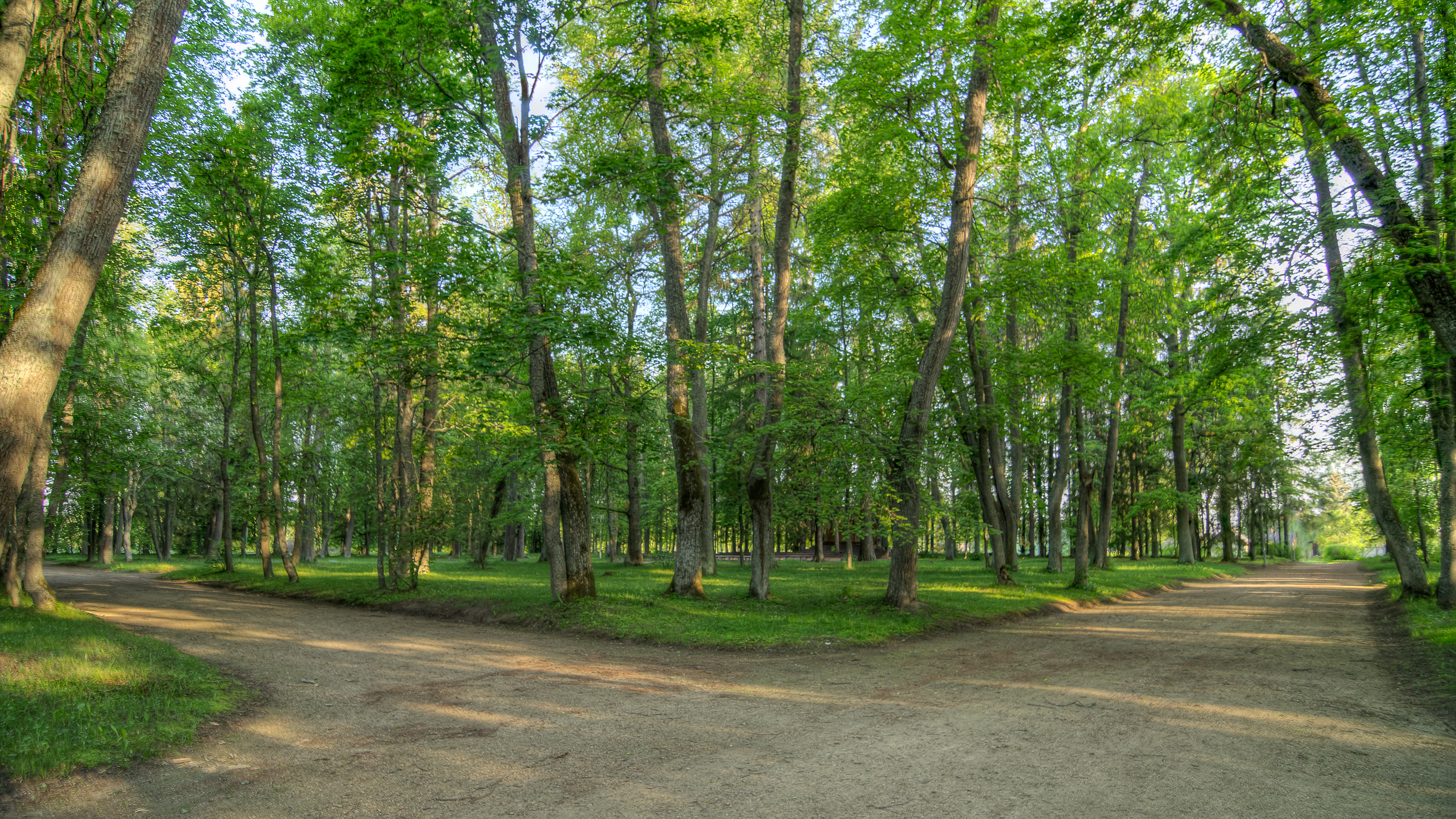
Ahja park.
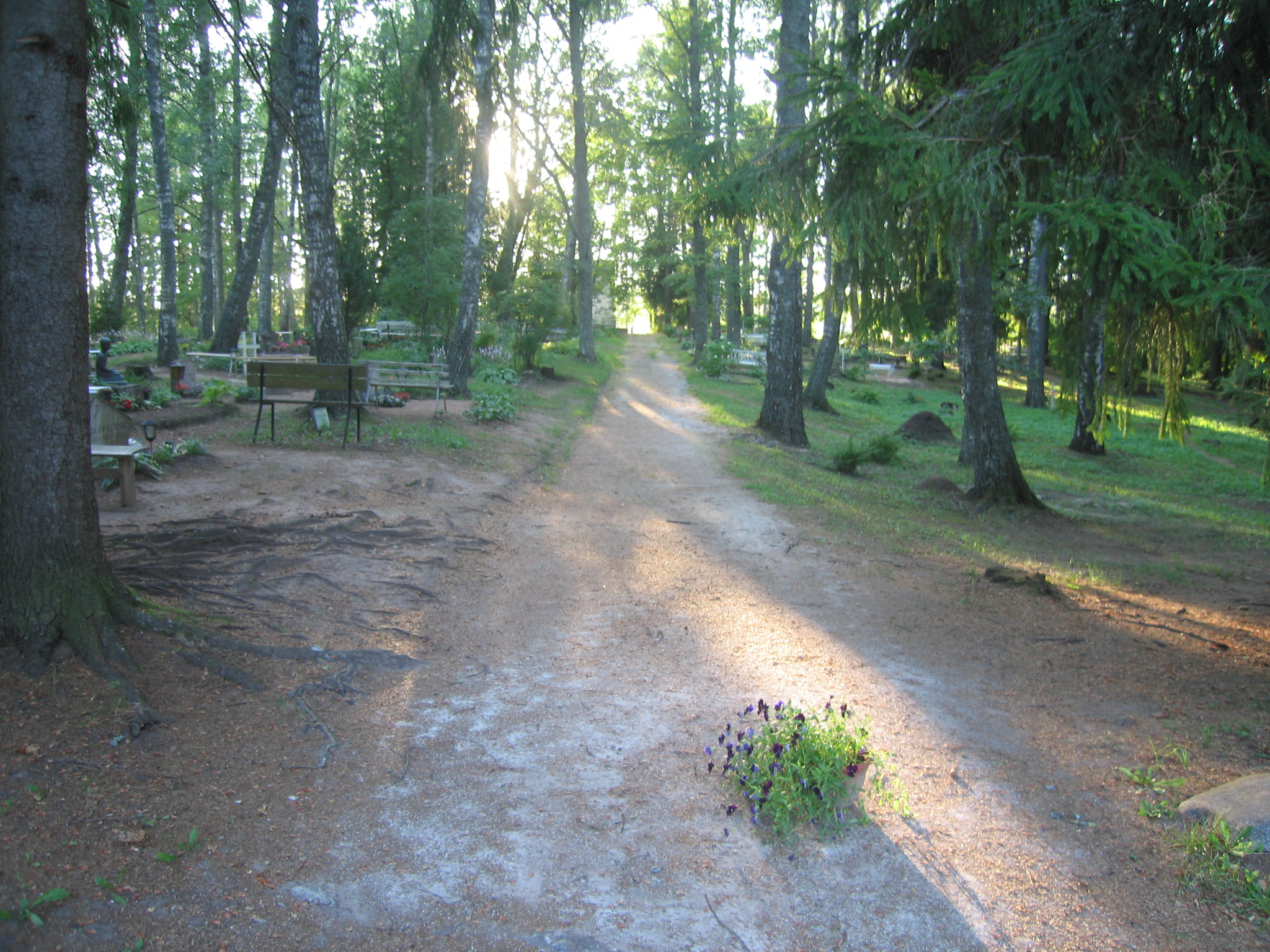
Ahja kyrkogård.